# Crepidodera peloponnesiaca
Crepidodera peloponnesiaca es un coleóptero de la familia Chrysomelidae. Fue descrita científicamente en 1910 por Heikertinger.